# I.ua
I.ua — інтернет-портал, що з'явився в 2006 році, як один із найбільших безоплатних сервісів електронної пошти україномовного сектору Інтернету. За результатами жовтня 2011 року входив до десятки найвідвідуваніших ресурсів України.
I.ua надає користувачам поштову скриньку обмеженого розміру (1 ГБ) з перекладачем, перевіркою правопису, архівом для зберігання фотографій тощо.
Як портал I.ua надає понад 30 Інтернет-сервісів, дає змогу зареєструвати коротку поштову скриньку в доменах i.ua, ua.fm, email.ua.

## Частка на ринку
Згідно з дослідженнями панелі компанії InMind, портал І.UA має середньомісячне охоплення 41 %, середньодобова частка у жовтні 2011 року становила 9 %, за цим показником один з десяти найвідвідуваніших сайтів в Україні.

## Власники
Мажоритарним акціонером інтернет-порталу I.UA є «Український медіахолдинг» (УМХ), власником якого з 2013 року є Сергій Курченко і який станом на 15 грудня 2011 сконцентрував у себе 77,5 % акцій. З вересня 2008 УМХ був міноритарним акціонером з часткою 32,5 %.

## Цікаві факти
- У березні 2011 року компанія «Український медіахолдинг» (УМХ), власник інтернет-порталу I.UA — придбала інтернет-портал Gala.net (до цього ним володіла Gala Media Group, яка володіла також Gala Radio). У 2012 році один з найстаріших українських порталів Gala.net припиняє своє існування. Його власник «Український медіахолдинг» (УМХ) вирішив створити на базі порталу нішевий сайт. За словами директора порталу I.ua (власник Gala.net) Максима Хомутіна, адреса @gala.net зберігатиметься ще 4-5 років, на неї можна буде відправляти листи, які будуть перенаправлятися на нову скриньку @i.ua.[2]

## Дивись також
- Ukr.net
- Meta.ua
- Bigmir)net